# لودومیرووو
لودومیرووو (به لاتین: Ludomirowo) یک روستا در لهستان است که در گمینا شدرا واقع شده‌است.